# جيم سميث (رسام رسوم متحركة)
جيم سميث (بالإنجليزية: Jim Smith)‏ هو رسام رسوم متحركة أمريكي، ولد في 8 أكتوبر 1954.

## وصلات خارجية
- جيمس سميث على موقع IMDb (الإنجليزية)
- جيمس سميث على موقع قاعدة بيانات الفيلم (الإنجليزية)